# Miłcz
Miłcz est une localité polonaise de la gmina et du powiat de Wołów en voïvodie de Basse-Silésie.

## Démographie
En 2021, la population était de 141 habitants.